# DR 3 (2006)
La DR 3 (a volte scritto anche DR3) è un prototipo di Sport Utility Vehicle presentato per la prima volta dalla casa automobilistica italiana DR Motor Company al Motor Show di Bologna nel 2006. Nel corso degli anni sono stati prodotti alcuni altri esemplari, ma nonostante ciò il veicolo non è mai entrato in commercio.

## Caratteristiche
Il concept car DR 3 rappresenta una proposta di SUV compatto del costruttore molisano. Nonostante la somiglianza con la più grande DR 5, cui si rifà nell'impostazione generale ed anche nel motore e alla trasmissione, si differenzia per la carrozzeria a tre porte e per il passo del telaio accorciato oltre che per il design della carrozzeria che utilizza alcune caratteristiche specifiche: infatti il DR 3 deriva dalla versione a tre porte del SUV cinese Jonway UFO, ispirato anch'esso alla seconda generazione del Toyota RAV4 come il Chery Tiggo da cui deriva il DR 5.
Il frontale del prototipo originale ha una fanaleria spigolosa, una calandra sdoppiata che presenta il logo della casa sul lato sinistro mentre nella parte bassa troviamo tre prese d'aria, con quelle laterali che incorporano i fendinebbia. La vista laterale, fatta eccezione per la leggera bombatura dei passaruota, è praticamente uguale a quella del suv giapponese al pari della coda, che presenta la ruota di scorta esterna montata sul portellone del bagagliaio con il portellone che quindi si apre sul lato sinistro. Anche nell'abitacolo, pressoché identico a quello della DR 5, si nota un'impostazione generale molto simile a quella del RAV4. 
Nonostante le differenze tecniche (dovute alla derivazione differente), si può affermare che l'auto è stata concepita come una versione tre porte della DR 5.
Il DR 3 era destinato ad utilizzare motori ed organi di trasmissione cinesi di produzione Acteco, ma anche il motore 1.9 turbodiesel Multijet di produzione FIAT: in ogni caso, si parla di motori e trasmissioni già montate sul DR 5.

## Evoluzione
Un secondo prototipo è stato presentato al Motor Show di Bologna nel 2008 e successivamente in altri saloni dell'auto e mostrava alcune modifiche: il frontale ora è molto simile a quello del DR 5 fatta eccezione per i gruppi ottici anteriori a forma di goccia e molto simili a quelli del SUV Toyota. Il resto della carrozzeria, invece, vedeva la rimozione dei paracolpi laterali e la presenza di alcuni particolari di derivazione DR 5, da cui sono inoltre stati ripresi gli interni. Il prototipo, successivamente a queste modifiche, era più vicino alla produzione di serie che sarebbe dovuta iniziare nel 2009.

## Destino commerciale
La DR 3 non è entrata in produzione poiché la casa madre ha preferito indirizzare gli investimenti per lanciare una gamma di city car (le DR 1 e la più grande DR 2) proposte a prezzi più bassi in grado di aumentare notevolmente i volumi di vendita del marchio molisano.
Il nome DR 3 sarà poi utilizzato per un'utilitaria su base Chery Fulwin 2 nel 2010, anch'essa mai entrata in produzione, e per il piccolo SUV DR 3, presentato nel 2016 e che entrerà invece in commercio un paio di anni dopo.